# Celeste Caeiro
Celeste Martins Caeiro (Socorro, 2 de mayo de 1933-Leiría, 15 de noviembre de 2024) fue una camarera y modista portuguesa que el 25 de abril de 1974 distribuyó claveles a los militares que llevaban a cargo un golpe de Estado para derrotar el régimen dictatorial encabezado por Marcelo Caetano. Por este motivo, la revolución sería en la historia conocida como la Revolución de los Claveles.

## Biografía

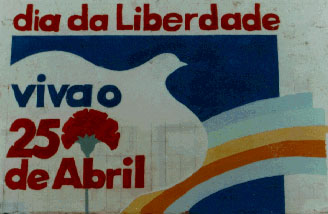
Mural de la Revolución de los Claveles.

De madre gallega, fue la más joven de tres hermanos y casi no conoció al padre, que los abandonó. Tenía familia en Amareleja, que durante los años finales del Estado Novo era considerada «la aldea más roja de Portugal». En la época de la Revolución, Celeste Caeiro vivía en un cuarto que alquilaba en el Chiado y trabajaba en un restaurante de autoservicio llamado "Sir" ubicado en el edificio Franjinhas de la calle Braamcamp de Lisboa. El restaurante había sido inaugurado un año antes, el 25 de abril de 1973, y la gerencia planeaba ofrecer flores a las clientas y un vino de Oporto a los clientes para celebrar su primer aniversario. Ese día, sin embargo, como estaba transcurriendo el golpe de Estado, el restaurante no abrió. El gerente dijo a los trabajadores que se fueran a casa y les dio los claveles para que se los llevaran, ya que no podrían ser distribuidos para las clientas. Cada persona se llevó un ramo de claveles rojos y blancos que había en el almacén.
Para regresar a su casa, Celeste tomó el metro para Rossio y se dirigió al Chiado, donde se encontró con los tanques de los revolucionarios. Se acercó a uno de los tanques, preguntó qué pasaba, y un soldado le respondió «Nos vamos para El Carmo a detener a Marcelo Caetano. ¡Esto es una revolución!». El soldado le pidió un cigarrillo, pero Celeste no tenía ninguno; quería comprarle cualquier cosa para comer, pero las tiendas estaban todas cerradas, así que le dio las únicas cosas que tenía para darle: los ramos de claveles, diciéndole «Si quiere tome, un clavel se le ofrece a cualquier persona». El soldado aceptó y puso la flor en el cañón de su fusil. Celeste fue dando claveles a los soldados que iba encontrando, desde el Chiado hasta la Iglesia de los Mártires. Tras su gesto, a Celeste le llamaron Celeste dos cravos (Celeste de los Claveles). Fue militante del Partido Comunista Portugués.
El 25 de agosto de 1988 perdió todos sus enseres cuando el apartamento que alquilaba en el edificio de los Armazéns do Chiado fue destruido por el incendio del Chiado. En 1999 la poeta Rosa Guerreiro Dias le dedicó el poema Celeste em Flor. En 2016 se dio a conocer que habitaba una pequeña casa a pocos metros de la Avenida da Liberdade en Lisboa, donde subsistía con una pensión de 370 euros.
Falleció el 15 de noviembre de 2024, a los 91 años, en el hospital de Leiría.